# René Casparius
René Casparius (Lille, 8 juin 1914 - Mort pour la France au-dessus de l'Océan Atlantique, le 26 novembre 1942) est un militaire français, Compagnon de la Libération. Ralliant les forces françaises libres dès juin 1940, il se distingue dans de nombreuses missions au-dessus de la Manche et de l'Atlantique avant de disparaître en mer en 1942.

## Biographie

### Avant-guerre
René Casparius naît le 8 juin 1914 à Lille dans le Nord. Il effectue des études supérieures en lettres et en philosophie à la Sorbonne et devient enseignant. Il prépare un doctorat lorsque la Seconde Guerre mondiale éclate.

### Seconde Guerre mondiale
Mobilisé dans l'infanterie en 1939, il devient ensuite observateur embarqué dans l'Armée de l'air à Versailles puis sur la base de Francazal. Promu aspirant le 1er avril 1940, il est de ceux qui refusent l'armistice annoncé par le maréchal Pétain. Entendant l'appel du général de Gaulle, il embarque le 22 juin 1940 à bord d'un Caudron C.440 en compagnie de Didier Béguin, Raymond Roques et Jacques-Henri Schloesing. Parvenu en Angleterre le 24 juin, Casparius s'engage avec ses camarades dans les forces aériennes françaises libres. Sur les bases de St Athan (en) puis d'Odiham, il est dans un premier temps professeur d'anglais pour les élèves-pilotes français puis suit lui-même un entraînement de pilote avant de rejoindre en février 1942 les rangs du no 235 Squadron et de prendre les commandes d'un Bristol Beaufighter. Promu lieutenant en mars puis capitaine en octobre, il s'illustre durant toute l'année 1942 dans les missions qui lui sont confiées, remportant trois victoires aériennes. Le 26 novembre 1942, alors qu'il effectue une mission de repérage de sous-marins au large de Brest, René Casparius et son navigateur sont portés disparus. L'épave de leur appareil et leurs corps n'ont jamais été retrouvés.

## Décorations
|  |  |  |  |  |  |  |  |  |  |  |  |
|  |  |  |  |  |  |  |  |  |  |  |  |
|  |  |  |  |  |  |  |  |  |  |  |  |

| Chevalier de la Légion d'Honneur                 | Chevalier de la Légion d'Honneur                 | Compagnon de la Libération                       | Compagnon de la Libération        | Croix de Guerre 1939-1945         | Croix de Guerre 1939-1945         |
| Médaille de la Résistance française Avec rosette | Médaille de la Résistance française Avec rosette | Médaille de la Résistance française Avec rosette | Croix de Guerre (Tchécoslovaquie) | Croix de Guerre (Tchécoslovaquie) | Croix de Guerre (Tchécoslovaquie) |
| Mention in dispatch                              |                                                  |                                                  |                                   |                                   |                                   |